# ᴍ
Cette page contient des caractères spéciaux ou non latins. S’ils s’affichent mal (▯, ?, etc.), consultez la page d’aide Unicode.
ᴍ, appelé petite capitale M, est une lettre additionnelle de l’écriture latine qui est utilisée dans l’alphabet phonétique ouralien et a été utilisée dans le Premier traité grammatical islandais au Moyen Âge.

## Utilisation
Au Moyen Âge, l’auteur du Premier traité grammatical islandais a utilisé ‹ ᴍ › pour transcrire le m géminé.
Dans l’alphabet phonétique ouralien, ‹ ᴍ › représente une consonne nasale bilabiale semi-voisée, notée [₍m̥₎] ou [m̥] avec l’alphabet phonétique international, par opposition à ‹ m › représentant une consonne nasale bilabiale voisée, [m].
J. Alden Mason utilise la petite capitale m pour représenter une consonne nasale bilabiale sourde ou semi-voisée dans la transcription américaniste du tepecano,.

## Représentations informatiques
La petite capitale M peut être représentée avec les caractères Unicode (Extensions phonétiques) suivants :
| formes    | représentations | chaînes de caractères | points de code | descriptions                              |
| --------- | --------------- | --------------------- | -------------- | ----------------------------------------- |
| minuscule | ᴍ               | ᴍ                     | U+1D0D         | lettre minuscule latine petite capitale m |